# نیلز شومن
نیلز شومن (آلمانی: Nils Schumann؛ زادهٔ ۲۰ مهٔ ۱۹۷۸) دونده دو ۸۰۰ متر اهل آلمان بود.
وی در مسابقات کشوری و بین‌المللی در مجموع برندهٔ ۴ مدال طلا، ۱ مدال نقره، ۱ مدال برنز شده‌است.